# Lista över fornlämningar i Ale kommun
Lista över fornlämningar i Ale kommun är en förteckning av ett urval av de fornlämningar som finns i Ale kommun.

## Hålanda
| Namn                                       | Lämningstyp    | Tillkomsttid | Historisk indelning    | Plats | Läge                 | ID-nr          | Bild                                      |
| ------------------------------------------ | -------------- | ------------ | ---------------------- | ----- | -------------------- | -------------- | ----------------------------------------- |
| Kungsstenarna (Hålanda 4:1, Livered)       | Gravfält       |              | Hålanda, Västergötland |       | 58.079904, 12.376021 | 10169700040001 | Ladda upp en till bild av detta fornminne |
| Hövdingegraven (Hålanda 21:1, Granvattnet) | Stensättning   |              | Hålanda, Västergötland |       | 58.032682, 12.406898 | 10169700210001 | Ladda upp en bild av detta fornminne      |
| Hålanda 23:1                               | Röse           |              | Hålanda, Västergötland |       | 58.084624, 12.417332 | 10169700230001 | Ladda upp en bild av detta fornminne      |
| Hålanda 23:2                               | Röse           |              | Hålanda, Västergötland |       | 58.084562, 12.417155 | 10169700230002 | Ladda upp en bild av detta fornminne      |
| Hålanda 26:1                               | Röse           |              | Hålanda, Västergötland |       | 58.014364, 12.349568 | 10169700260001 | Ladda upp en bild av detta fornminne      |
| Hålanda 28:1                               | Stenkrets      |              | Hålanda, Västergötland |       | 58.084229, 12.386490 | 10169700280001 | Ladda upp en bild av detta fornminne      |
| Hålanda 41:1                               | Stensättning   |              | Hålanda, Västergötland |       | 58.091023, 12.375016 | 10169700410001 | Ladda upp en bild av detta fornminne      |
| Hålanda 78:1                               | Stensättning   |              | Hålanda, Västergötland |       | 58.068749, 12.344456 | 10169700780001 | Ladda upp en bild av detta fornminne      |
| Hålanda 86:1                               | Gravfält       |              | Hålanda, Västergötland |       | 58.070770, 12.351537 | 10169700860001 | Ladda upp en bild av detta fornminne      |
| Hålanda 87:1                               | Stensättning   |              | Hålanda, Västergötland |       | 58.077288, 12.352036 | 10169700870001 | Ladda upp en bild av detta fornminne      |
| Hålanda 112:1                              | Stensättning   |              | Hålanda, Västergötland |       | 58.096297, 12.347229 | 10169701120001 | Ladda upp en bild av detta fornminne      |
| Hålanda 118:1                              | Stensättning   |              | Hålanda, Västergötland |       | 58.082575, 12.369881 | 10169701180001 | Ladda upp en bild av detta fornminne      |
| Hålanda 118:2                              | Stensättning   |              | Hålanda, Västergötland |       | 58.082639, 12.370028 | 10169701180002 | Ladda upp en bild av detta fornminne      |
| Hålanda 121:1                              | Stensättning   |              | Hålanda, Västergötland |       | 58.054055, 12.322864 | 10169701210001 | Ladda upp en bild av detta fornminne      |
| Hålanda 147:1                              | Hällristning   |              | Hålanda, Västergötland |       | 58.043298, 12.283140 | 10169701470001 | Ladda upp en bild av detta fornminne      |
| Hålanda 174:1                              | Minnesmärke    |              | Hålanda, Västergötland |       | 58.009997, 12.347611 | 10169701740001 | Ladda upp en bild av detta fornminne      |
| Hålanda 177:1                              | Hög            |              | Hålanda, Västergötland |       | 58.036706, 12.264935 | 10169701770001 | Ladda upp en bild av detta fornminne      |
| Hålanda 179:1                              | Stenkammargrav |              | Hålanda, Västergötland |       | 58.089579, 12.379143 | 10169701790001 | Ladda upp en bild av detta fornminne      |

## Kilanda
| Namn         | Lämningstyp  | Tillkomsttid | Historisk indelning    | Plats | Läge                 | ID-nr          | Bild                                 |
| ------------ | ------------ | ------------ | ---------------------- | ----- | -------------------- | -------------- | ------------------------------------ |
| Kilanda 2:1  | Stensättning |              | Kilanda, Västergötland |       | 57.934646, 12.220492 | 10170700020001 | Ladda upp en bild av detta fornminne |
| Kilanda 4:1  | Stenkrets    |              | Kilanda, Västergötland |       | 57.938730, 12.234261 | 10170700040001 | Ladda upp en bild av detta fornminne |
| Kilanda 6:1  | Stensättning |              | Kilanda, Västergötland |       | 57.924467, 12.269627 | 10170700060001 | Ladda upp en bild av detta fornminne |
| Kilanda 10:1 | Stensättning |              | Kilanda, Västergötland |       | 57.922900, 12.269015 | 10170700100001 | Ladda upp en bild av detta fornminne |
| Kilanda 10:2 | Stensättning |              | Kilanda, Västergötland |       | 57.922687, 12.269442 | 10170700100002 | Ladda upp en bild av detta fornminne |
| Kilanda 15:1 | Gravfält     |              | Kilanda, Västergötland |       | 57.917907, 12.211682 | 10170700150001 | Ladda upp en bild av detta fornminne |
| Kilanda 19:1 | Hällristning |              | Kilanda, Västergötland |       | 57.939428, 12.219945 | 10170700190001 | Ladda upp en bild av detta fornminne |
| Kilanda 19:2 | Hällristning |              | Kilanda, Västergötland |       | 57.939451, 12.220135 | 10170700190002 | Ladda upp en bild av detta fornminne |
| Kilanda 19:3 | Hällristning |              | Kilanda, Västergötland |       | 57.939497, 12.220138 | 10170700190003 | Ladda upp en bild av detta fornminne |
| Kilanda 20:1 | Fornborg     |              | Kilanda, Västergötland |       | 57.947191, 12.242060 | 10170700200001 | Ladda upp en bild av detta fornminne |
| Kilanda 25:1 | Hällristning |              | Kilanda, Västergötland |       | 57.936181, 12.221689 | 10170700250001 | Ladda upp en bild av detta fornminne |
| Kilanda 26:1 | Stenkrets    |              | Kilanda, Västergötland |       | 57.935038, 12.221316 | 10170700260001 | Ladda upp en bild av detta fornminne |
| Kilanda 78:1 | Hällristning |              | Kilanda, Västergötland |       | 57.915144, 12.211822 | 10170700780001 | Ladda upp en bild av detta fornminne |

## Nödinge
| Namn                         | Lämningstyp    | Tillkomsttid | Historisk indelning    | Plats | Läge                 | ID-nr          | Bild                                 |
| ---------------------------- | -------------- | ------------ | ---------------------- | ----- | -------------------- | -------------- | ------------------------------------ |
| Skårdals skans (Nödinge 4:1) | Fästning/skans |              | Nödinge, Västergötland |       | 57.845001, 12.029007 | 10174800040001 | Ladda upp en bild av detta fornminne |
| Nödinge 11:1                 | Stenkammargrav |              | Nödinge, Västergötland |       | 57.878525, 12.081052 | 10174800110001 | Ladda upp en bild av detta fornminne |
| Nödinge 13:1                 | Röse           |              | Nödinge, Västergötland |       | 57.851446, 12.093308 | 10174800130001 | Ladda upp en bild av detta fornminne |
| Nödinge 14:1                 | Stensättning   |              | Nödinge, Västergötland |       | 57.853274, 12.091359 | 10174800140001 | Ladda upp en bild av detta fornminne |

## Skepplanda
| Namn                                     | Lämningstyp                 | Tillkomsttid | Historisk indelning       | Plats | Läge                 | ID-nr          | Bild                                      |
| ---------------------------------------- | --------------------------- | ------------ | ------------------------- | ----- | -------------------- | -------------- | ----------------------------------------- |
| Skepplanda 1:1                           | Röse                        |              | Skepplanda, Västergötland |       | 57.982180, 12.129756 | 10177100010001 | Ladda upp en bild av detta fornminne      |
| Skepplanda 3:1                           | Röse                        |              | Skepplanda, Västergötland |       | 57.977637, 12.137235 | 10177100030001 | Ladda upp en bild av detta fornminne      |
| Skepplanda 5:1                           | Gravfält                    |              | Skepplanda, Västergötland |       | 58.003900, 12.182598 | 10177100050001 | Ladda upp en bild av detta fornminne      |
| Smedshögen (Skepplanda 6:1, Högstorp)    | Hög                         |              | Skepplanda, Västergötland |       | 57.964219, 12.156222 | 10177100060001 | Ladda upp en bild av detta fornminne      |
| Kungsgraven (Skepplanda 7:1, Tokatorp)   | Stenkammargrav              |              | Skepplanda, Västergötland |       | 57.964178, 12.185564 | 10177100070001 | Ladda upp en bild av detta fornminne      |
| Skepplanda 8:1                           | Hällristning                |              | Skepplanda, Västergötland |       | 57.969985, 12.192943 | 10177100080001 | Ladda upp en bild av detta fornminne      |
| Skepplanda 9:1                           | Stenkammargrav              |              | Skepplanda, Västergötland |       | 57.953014, 12.208173 | 10177100090001 | Ladda upp en bild av detta fornminne      |
| Skepplanda 13:1                          | Gravfält                    |              | Skepplanda, Västergötland |       | 57.970966, 12.186836 | 10177100130001 | Ladda upp en bild av detta fornminne      |
| Skepplanda 17:1 (Örnäsberget)            | Fornborg                    |              | Skepplanda, Västergötland |       | 57.980777, 12.132931 | 10177100170001 | Ladda upp en bild av detta fornminne      |
| Skepplanda 19:1                          | Stensättning                |              | Skepplanda, Västergötland |       | 57.980863, 12.227639 | 10177100190001 | Ladda upp en bild av detta fornminne      |
| Skepplanda 20:1 (Stugåsberget)           | Hällristning                |              | Skepplanda, Västergötland |       | 57.975193, 12.212635 | 10177100200001 | Ladda upp en till bild av detta fornminne |
| Skepplanda 22:1                          | Gravfält                    |              | Skepplanda, Västergötland |       | 57.988568, 12.215192 | 10177100220001 | Ladda upp en bild av detta fornminne      |
| Sves lund (Skepplanda 24:1, Sålanda)     | Gravfält                    |              | Skepplanda, Västergötland |       | 57.984125, 12.234301 | 10177100240001 | Ladda upp en bild av detta fornminne      |
| Högås Nils (Skepplanda 27:1, Sålanda)    | Röse                        |              | Skepplanda, Västergötland |       | 57.982002, 12.244850 | 10177100270001 | Ladda upp en bild av detta fornminne      |
| Smörkullen (Skepplanda 28:1, Grönnäs)    | Hällristning                |              | Skepplanda, Västergötland |       | 57.982242, 12.189347 | 10177100280001 | Ladda upp en bild av detta fornminne      |
| Skepplanda 29:1                          | Stensättning                |              | Skepplanda, Västergötland |       | 57.992352, 12.199872 | 10177100290001 | Ladda upp en bild av detta fornminne      |
| Grötåsen (Skepplanda 30:1, Frövet)       | Röse                        |              | Skepplanda, Västergötland |       | 58.001211, 12.203402 | 10177100300001 | Ladda upp en bild av detta fornminne      |
| Grötåsekarlen (Skepplanda 30:2, Frövet)  | Stensättning                |              | Skepplanda, Västergötland |       | 58.001281, 12.203633 | 10177100300002 | Ladda upp en bild av detta fornminne      |
| Skepplanda 31:1                          | Röse                        |              | Skepplanda, Västergötland |       | 58.000891, 12.202890 | 10177100310001 | Ladda upp en bild av detta fornminne      |
| Skepplanda 31:2                          | Stensättning                |              | Skepplanda, Västergötland |       | 58.000779, 12.202749 | 10177100310002 | Ladda upp en bild av detta fornminne      |
| Skepplanda 35:1                          | Stensättning                |              | Skepplanda, Västergötland |       | 58.001290, 12.195987 | 10177100350001 | Ladda upp en bild av detta fornminne      |
| Skepplanda 36:1                          | Stensättning                |              | Skepplanda, Västergötland |       | 57.997404, 12.195491 | 10177100360001 | Ladda upp en bild av detta fornminne      |
| Skepplanda 37:1                          | Hög                         |              | Skepplanda, Västergötland |       | 57.999423, 12.197669 | 10177100370001 | Ladda upp en bild av detta fornminne      |
| Krulles Grav (Skepplanda 38:1, Frövet)   | Stenkammargrav              |              | Skepplanda, Västergötland |       | 57.998674, 12.197575 | 10177100380001 | Ladda upp en till bild av detta fornminne |
| Skepplanda 39:1                          | Gravfält                    |              | Skepplanda, Västergötland |       | 57.993607, 12.176953 | 10177100390001 | Ladda upp en bild av detta fornminne      |
| Skepplanda 41:1                          | Hällristning                |              | Skepplanda, Västergötland |       | 57.959581, 12.216110 | 10177100410001 | Ladda upp en bild av detta fornminne      |
| Skepplanda 44:1                          | Stenkammargrav              |              | Skepplanda, Västergötland |       | 57.960590, 12.228122 | 10177100440001 | Ladda upp en bild av detta fornminne      |
| Skepplanda 45:1                          | Stensättning                |              | Skepplanda, Västergötland |       | 57.963811, 12.238018 | 10177100450001 | Ladda upp en bild av detta fornminne      |
| Skepplanda 45:2                          | Stensättning                |              | Skepplanda, Västergötland |       | 57.963681, 12.238185 | 10177100450002 | Ladda upp en bild av detta fornminne      |
| Skepplanda 46:1                          | Röse                        |              | Skepplanda, Västergötland |       | 57.964296, 12.236797 | 10177100460001 | Ladda upp en bild av detta fornminne      |
| Skepplanda 46:2                          | Röse                        |              | Skepplanda, Västergötland |       | 57.964586, 12.236275 | 10177100460002 | Ladda upp en bild av detta fornminne      |
| Skepplanda 49:1                          | Gravfält                    |              | Skepplanda, Västergötland |       | 57.975954, 12.265447 | 10177100490001 | Ladda upp en bild av detta fornminne      |
| Skepplanda 53:1                          | Hög                         |              | Skepplanda, Västergötland |       | 58.009593, 12.175808 | 10177100530001 | Ladda upp en bild av detta fornminne      |
| Skepplanda 53:2                          | Stensättning                |              | Skepplanda, Västergötland |       | 58.009345, 12.175936 | 10177100530002 | Ladda upp en bild av detta fornminne      |
| Skepplanda 53:3                          | Hög                         |              | Skepplanda, Västergötland |       | 58.008960, 12.176009 | 10177100530003 | Ladda upp en bild av detta fornminne      |
| Skepplanda 55:1                          | Hällristning                |              | Skepplanda, Västergötland |       | 58.003745, 12.166957 | 10177100550001 | Ladda upp en bild av detta fornminne      |
| Skepplanda 56:1 (Jätteberget)            | Hällristning                |              | Skepplanda, Västergötland |       | 58.004186, 12.169371 | 10177100560001 | Ladda upp en till bild av detta fornminne |
| Skepplanda 59:1                          | Stensättning                |              | Skepplanda, Västergötland |       | 58.006974, 12.178267 | 10177100590001 | Ladda upp en bild av detta fornminne      |
| Skepplanda 60:1                          | Stensättning                |              | Skepplanda, Västergötland |       | 58.007603, 12.178866 | 10177100600001 | Ladda upp en bild av detta fornminne      |
| Skepplanda 64:2                          | Hällristning                |              | Skepplanda, Västergötland |       | 58.006232, 12.182536 | 10177100640002 | Ladda upp en bild av detta fornminne      |
| Skepplanda 65:1                          | Gravfält                    |              | Skepplanda, Västergötland |       | 58.009640, 12.185474 | 10177100650001 | Ladda upp en bild av detta fornminne      |
| Kungsgraven (Skepplanda 75:1, Rapenskår) | Stenkammargrav              |              | Skepplanda, Västergötland |       | 58.025673, 12.244704 | 10177100750001 | Ladda upp en till bild av detta fornminne |
| Skepplanda 77:1                          | Stenkammargrav              |              | Skepplanda, Västergötland |       | 58.013291, 12.217569 | 10177100770001 | Ladda upp en bild av detta fornminne      |
| Skepplanda 79:1                          | Stenkrets                   |              | Skepplanda, Västergötland |       | 58.003004, 12.208676 | 10177100790001 | Ladda upp en bild av detta fornminne      |
| Skepplanda 80:1                          | Gravfält                    |              | Skepplanda, Västergötland |       | 58.003847, 12.209489 | 10177100800001 | Ladda upp en bild av detta fornminne      |
| Skepplanda 81:1                          | Stensättning                |              | Skepplanda, Västergötland |       | 58.009161, 12.213853 | 10177100810001 | Ladda upp en bild av detta fornminne      |
| Skepplanda 82:1                          | Gravfält                    |              | Skepplanda, Västergötland |       | 58.008751, 12.217245 | 10177100820001 | Ladda upp en bild av detta fornminne      |
| Skepplanda 83:1                          | Stensättning                |              | Skepplanda, Västergötland |       | 58.009795, 12.217222 | 10177100830001 | Ladda upp en bild av detta fornminne      |
| Skepplanda 84:1                          | Hög                         |              | Skepplanda, Västergötland |       | 58.010121, 12.218277 | 10177100840001 | Ladda upp en bild av detta fornminne      |
| Skepplanda 84:2                          | Stensättning                |              | Skepplanda, Västergötland |       | 58.010338, 12.218307 | 10177100840002 | Ladda upp en bild av detta fornminne      |
| Skepplanda 84:3                          | Stensättning                |              | Skepplanda, Västergötland |       | 58.010317, 12.218547 | 10177100840003 | Ladda upp en bild av detta fornminne      |
| Skepplanda 88:1                          | Röse                        |              | Skepplanda, Västergötland |       | 58.007126, 12.298488 | 10177100880001 | Ladda upp en bild av detta fornminne      |
| Skepplanda 88:2                          | Grav markerad av sten/block |              | Skepplanda, Västergötland |       | 58.007023, 12.298442 | 10177100880002 | Ladda upp en bild av detta fornminne      |
| Skepplanda 89:1                          | Röse                        |              | Skepplanda, Västergötland |       | 58.007003, 12.297727 | 10177100890001 | Ladda upp en bild av detta fornminne      |
| Skepplanda 92:1                          | Stensättning                |              | Skepplanda, Västergötland |       | 58.005804, 12.318300 | 10177100920001 | Ladda upp en bild av detta fornminne      |
| Skepplanda 93:1                          | Röse                        |              | Skepplanda, Västergötland |       | 58.006744, 12.318046 | 10177100930001 | Ladda upp en bild av detta fornminne      |
| Varpet (Skepplanda 94:1, Ryksdamm)       | Gravfält                    |              | Skepplanda, Västergötland |       | 57.993166, 12.262961 | 10177100940001 | Ladda upp en bild av detta fornminne      |
| Skepplanda 95:1                          | Stensättning                |              | Skepplanda, Västergötland |       | 57.992505, 12.246807 | 10177100950001 | Ladda upp en bild av detta fornminne      |
| Skepplanda 101:1                         | Stensättning                |              | Skepplanda, Västergötland |       | 57.989068, 12.196263 | 10177101010001 | Ladda upp en bild av detta fornminne      |
| Skepplanda 104:1                         | Stensättning                |              | Skepplanda, Västergötland |       | 57.977250, 12.220226 | 10177101040001 | Ladda upp en bild av detta fornminne      |
| Skepplanda 105:1                         | Röse                        |              | Skepplanda, Västergötland |       | 57.965184, 12.235195 | 10177101050001 | Ladda upp en bild av detta fornminne      |
| Skepplanda 106:1                         | Stensättning                |              | Skepplanda, Västergötland |       | 57.965829, 12.235145 | 10177101060001 | Ladda upp en bild av detta fornminne      |
| Skepplanda 106:2                         | Stensättning                |              | Skepplanda, Västergötland |       | 57.965482, 12.234944 | 10177101060002 | Ladda upp en bild av detta fornminne      |
| Skepplanda 107:1                         | Hög                         |              | Skepplanda, Västergötland |       | 57.967021, 12.233833 | 10177101070001 | Ladda upp en bild av detta fornminne      |
| Skepplanda 108:1                         | Stensättning                |              | Skepplanda, Västergötland |       | 57.968099, 12.235689 | 10177101080001 | Ladda upp en bild av detta fornminne      |
| Skepplanda 110:1                         | Stensättning                |              | Skepplanda, Västergötland |       | 58.002509, 12.207689 | 10177101100001 | Ladda upp en bild av detta fornminne      |
| Skepplanda 112:1 (Rapungaberget)         | Fornborg                    |              | Skepplanda, Västergötland |       | 58.022418, 12.246953 | 10177101120001 | Ladda upp en bild av detta fornminne      |
| Skepplanda 113:1 (Angertuvan)            | Fornborg                    |              | Skepplanda, Västergötland |       | 58.012205, 12.258599 | 10177101130001 | Ladda upp en bild av detta fornminne      |
| Skepplanda 114:2                         | Gravfält                    |              | Skepplanda, Västergötland |       | 58.005498, 12.190869 | 10177101140002 | Ladda upp en bild av detta fornminne      |
| Skepplanda 120:1                         | Stensättning                |              | Skepplanda, Västergötland |       | 57.989237, 12.237897 | 10177101200001 | Ladda upp en bild av detta fornminne      |
| Skepplanda 120:2                         | Stensättning                |              | Skepplanda, Västergötland |       | 57.989349, 12.238362 | 10177101200002 | Ladda upp en bild av detta fornminne      |
| Skepplanda 123:1                         | Hällristning                |              | Skepplanda, Västergötland |       | 57.987369, 12.159942 | 10177101230001 | Ladda upp en bild av detta fornminne      |
| Skepplanda 129:1                         | Hällristning                |              | Skepplanda, Västergötland |       | 57.972407, 12.205276 | 10177101290001 | Ladda upp en bild av detta fornminne      |
| Skepplanda 131:1                         | Hällristning                |              | Skepplanda, Västergötland |       | 57.973673, 12.207399 | 10177101310001 | Ladda upp en bild av detta fornminne      |
| Skepplanda 131:2                         | Hällristning                |              | Skepplanda, Västergötland |       | 57.973722, 12.207522 | 10177101310002 | Ladda upp en bild av detta fornminne      |
| Skepplanda 131:3                         | Hällristning                |              | Skepplanda, Västergötland |       | 57.973959, 12.207047 | 10177101310003 | Ladda upp en bild av detta fornminne      |
| Skepplanda 131:4                         | Hällristning                |              | Skepplanda, Västergötland |       | 57.973919, 12.206899 | 10177101310004 | Ladda upp en bild av detta fornminne      |
| Skepplanda 133:1                         | Stensättning                |              | Skepplanda, Västergötland |       | 57.979028, 12.154100 | 10177101330001 | Ladda upp en bild av detta fornminne      |
| Skepplanda 134:1                         | Hällristning                |              | Skepplanda, Västergötland |       | 57.981678, 12.155773 | 10177101340001 | Ladda upp en bild av detta fornminne      |
| Skepplanda 140:1                         | Hällristning                |              | Skepplanda, Västergötland |       | 57.990675, 12.195880 | 10177101400001 | Ladda upp en bild av detta fornminne      |
| Skepplanda 143:1                         | Stenkammargrav              |              | Skepplanda, Västergötland |       | 57.997865, 12.190517 | 10177101430001 | Ladda upp en bild av detta fornminne      |
| Skepplanda 149:1                         | Stensättning                |              | Skepplanda, Västergötland |       | 58.003761, 12.219950 | 10177101490001 | Ladda upp en bild av detta fornminne      |
| Skepplanda 150:1                         | Hällristning                |              | Skepplanda, Västergötland |       | 58.000061, 12.216837 | 10177101500001 | Ladda upp en bild av detta fornminne      |
| Skepplanda 153:1                         | Hällristning                |              | Skepplanda, Västergötland |       | 57.990368, 12.214465 | 10177101530001 | Ladda upp en bild av detta fornminne      |
| Skepplanda 153:2                         | Hällristning                |              | Skepplanda, Västergötland |       | 57.990388, 12.214506 | 10177101530002 | Ladda upp en bild av detta fornminne      |
| Skepplanda 154:1                         | Stensättning                |              | Skepplanda, Västergötland |       | 57.991361, 12.229044 | 10177101540001 | Ladda upp en bild av detta fornminne      |
| Skepplanda 156:1                         | Röse                        |              | Skepplanda, Västergötland |       | 57.980524, 12.242186 | 10177101560001 | Ladda upp en bild av detta fornminne      |
| Skepplanda 158:1                         | Hällristning                |              | Skepplanda, Västergötland |       | 58.014086, 12.229848 | 10177101580001 | Ladda upp en bild av detta fornminne      |
| Skepplanda 159:1                         | Hällristning                |              | Skepplanda, Västergötland |       | 58.017223, 12.239612 | 10177101590001 | Ladda upp en bild av detta fornminne      |
| Skepplanda 160:1                         | Hällristning                |              | Skepplanda, Västergötland |       | 58.016180, 12.225115 | 10177101600001 | Ladda upp en bild av detta fornminne      |
| Skepplanda 160:2                         | Stensättning                |              | Skepplanda, Västergötland |       | 58.015763, 12.224681 | 10177101600002 | Ladda upp en bild av detta fornminne      |
| Skepplanda 162:1                         | Hällristning                |              | Skepplanda, Västergötland |       | 58.016026, 12.238063 | 10177101620001 | Ladda upp en bild av detta fornminne      |
| Skepplanda 166:1                         | Hällristning                |              | Skepplanda, Västergötland |       | 58.008003, 12.184464 | 10177101660001 | Ladda upp en bild av detta fornminne      |
| Skepplanda 175:1                         | Stensättning                |              | Skepplanda, Västergötland |       | 58.008600, 12.218101 | 10177101750001 | Ladda upp en bild av detta fornminne      |
| Skepplanda 177:1                         | Hög                         |              | Skepplanda, Västergötland |       | 57.981908, 12.227206 | 10177101770001 | Ladda upp en bild av detta fornminne      |
| Skepplanda 186:3                         | Hällristning                |              | Skepplanda, Västergötland |       | 57.979089, 12.159664 | 10177101860003 | Ladda upp en bild av detta fornminne      |
| Skepplanda 190:1                         | Hällristning                |              | Skepplanda, Västergötland |       | 57.971209, 12.203044 | 10177101900001 | Ladda upp en bild av detta fornminne      |
| Skepplanda 191:1                         | Stensättning                |              | Skepplanda, Västergötland |       | 57.967704, 12.234136 | 10177101910001 | Ladda upp en bild av detta fornminne      |
| Skepplanda 214:1                         | Kvarn                       |              | Skepplanda, Västergötland |       | 58.006927, 12.232278 | 10177102140001 | Ladda upp en bild av detta fornminne      |
| Skepplanda 220                           | Hällristning                |              | Skepplanda, Västergötland |       | 57.974946, 12.135314 | 12000000006411 | Ladda upp en bild av detta fornminne      |

## Starrkärr
| Namn                                    | Lämningstyp                      | Tillkomsttid | Historisk indelning      | Plats | Läge                 | ID-nr          | Bild                                 |
| --------------------------------------- | -------------------------------- | ------------ | ------------------------ | ----- | -------------------- | -------------- | ------------------------------------ |
| Starrkärr 1:1                           | Stenkammargrav                   |              | Starrkärr, Västergötland |       | 57.952592, 12.144186 | 10177700010001 | Ladda upp en bild av detta fornminne |
| Starrkärr 2:1                           | Stenkammargrav                   |              | Starrkärr, Västergötland |       | 57.950149, 12.140439 | 10177700020001 | Ladda upp en bild av detta fornminne |
| Ranneberget (Starrkärr 4:1)             | Fornborg                         |              | Starrkärr, Västergötland |       | 57.950791, 12.106427 | 10177700040001 | Ladda upp en bild av detta fornminne |
| Starrkärr 7:1                           | Hällristning                     |              | Starrkärr, Västergötland |       | 57.937377, 12.117682 | 10177700070001 | Ladda upp en bild av detta fornminne |
| Starrkärr 8:1                           | Hällristning                     |              | Starrkärr, Västergötland |       | 57.936673, 12.119905 | 10177700080001 | Ladda upp en bild av detta fornminne |
| Starrkärr 9:1                           | Gravfält                         |              | Starrkärr, Västergötland |       | 57.934316, 12.122299 | 10177700090001 | Ladda upp en bild av detta fornminne |
| Arves hög,(Arvids väg) (Starrkärr 11:1) | Gravfält                         |              | Starrkärr, Västergötland |       | 57.935794, 12.137441 | 10177700110001 | Ladda upp en bild av detta fornminne |
| Starrkärr 12:2                          | Stensättning                     |              | Starrkärr, Västergötland |       | 57.938341, 12.134182 | 10177700120002 | Ladda upp en bild av detta fornminne |
| Starrkärr 24:1                          | Stensättning                     |              | Starrkärr, Västergötland |       | 57.913715, 12.093199 | 10177700240001 | Ladda upp en bild av detta fornminne |
| Starrkärr 27:1                          | Stenkammargrav                   |              | Starrkärr, Västergötland |       | 57.890690, 12.115424 | 10177700270001 | Ladda upp en bild av detta fornminne |
| Starrkärr 28:1                          | Stenkammargrav                   |              | Starrkärr, Västergötland |       | 57.891124, 12.113719 | 10177700280001 | Ladda upp en bild av detta fornminne |
| Starrkärr 29:1                          | Stenkrets                        |              | Starrkärr, Västergötland |       | 57.890213, 12.141176 | 10177700290001 | Ladda upp en bild av detta fornminne |
| Starrkärr 29:2                          | Grav markerad av sten/block      |              | Starrkärr, Västergötland |       | 57.890195, 12.141495 | 10177700290002 | Ladda upp en bild av detta fornminne |
| Starrkärr 29:3                          | Stenkrets                        |              | Starrkärr, Västergötland |       | 57.890422, 12.141727 | 10177700290003 | Ladda upp en bild av detta fornminne |
| Starrkärr 30:1                          | Stenkammargrav                   |              | Starrkärr, Västergötland |       | 57.880897, 12.166452 | 10177700300001 | Ladda upp en bild av detta fornminne |
| Starkodders grav (Starrkärr 33:1)       | Gravfält                         |              | Starrkärr, Västergötland |       | 57.931069, 12.138364 | 10177700330001 | Ladda upp en bild av detta fornminne |
| Starrkärr 39:1                          | Gravfält                         |              | Starrkärr, Västergötland |       | 57.908217, 12.141347 | 10177700390001 | Ladda upp en bild av detta fornminne |
| Långestenen (Starrkärr 40:1)            | Grav markerad av sten/block      |              | Starrkärr, Västergötland |       | 57.907361, 12.140445 | 10177700400001 | Ladda upp en bild av detta fornminne |
| Starrkärr 41:1                          | Stenkammargrav                   |              | Starrkärr, Västergötland |       | 57.904685, 12.132401 | 10177700410001 | Ladda upp en bild av detta fornminne |
| Starrkärr 44:1                          | Grav markerad av sten/block      |              | Starrkärr, Västergötland |       | 57.906387, 12.182032 | 10177700440001 | Ladda upp en bild av detta fornminne |
| Starrkärr 45:1                          | Stenkrets                        |              | Starrkärr, Västergötland |       | 57.909459, 12.180829 | 10177700450001 | Ladda upp en bild av detta fornminne |
| Starrkärr 45:2                          | Grav markerad av sten/block      |              | Starrkärr, Västergötland |       | 57.909599, 12.181289 | 10177700450002 | Ladda upp en bild av detta fornminne |
| Starrkärr 45:3                          | Grav markerad av sten/block      |              | Starrkärr, Västergötland |       | 57.909709, 12.181362 | 10177700450003 | Ladda upp en bild av detta fornminne |
| Starrkärr 46:1                          | Stenkammargrav                   |              | Starrkärr, Västergötland |       | 57.909636, 12.181031 | 10177700460001 | Ladda upp en bild av detta fornminne |
| Starrkärr 48:1                          | Hög                              |              | Starrkärr, Västergötland |       | 57.928270, 12.154284 | 10177700480001 | Ladda upp en bild av detta fornminne |
| Starrkärr 51:1                          | Stensättning                     |              | Starrkärr, Västergötland |       | 57.946523, 12.151738 | 10177700510001 | Ladda upp en bild av detta fornminne |
| Starrkärr 51:2                          | Stensättning                     |              | Starrkärr, Västergötland |       | 57.945854, 12.150866 | 10177700510002 | Ladda upp en bild av detta fornminne |
| Starrkärr 54:1                          | Stensättning                     |              | Starrkärr, Västergötland |       | 57.944235, 12.169905 | 10177700540001 | Ladda upp en bild av detta fornminne |
| Starrkärr 55:1                          | Stensättning                     |              | Starrkärr, Västergötland |       | 57.944963, 12.169839 | 10177700550001 | Ladda upp en bild av detta fornminne |
| Starrkärr 55:2                          | Stensättning                     |              | Starrkärr, Västergötland |       | 57.945307, 12.169925 | 10177700550002 | Ladda upp en bild av detta fornminne |
| Starrkärr 55:3                          | Stensättning                     |              | Starrkärr, Västergötland |       | 57.945402, 12.169793 | 10177700550003 | Ladda upp en bild av detta fornminne |
| Starrkärr 56:1                          | Stensättning                     |              | Starrkärr, Västergötland |       | 57.944862, 12.171110 | 10177700560001 | Ladda upp en bild av detta fornminne |
| Starrkärr 57:1                          | Stenkammargrav                   |              | Starrkärr, Västergötland |       | 57.943574, 12.169545 | 10177700570001 | Ladda upp en bild av detta fornminne |
| Starrkärr 59:1                          | Stenkammargrav                   |              | Starrkärr, Västergötland |       | 57.956725, 12.179007 | 10177700590001 | Ladda upp en bild av detta fornminne |
| Starrkärr 60:1                          | Stenkammargrav                   |              | Starrkärr, Västergötland |       | 57.954863, 12.168946 | 10177700600001 | Ladda upp en bild av detta fornminne |
| Borggården (Starrkärr 62:1)             | Husgrund, förhistorisk/medeltida |              | Starrkärr, Västergötland |       | 57.955240, 12.190885 | 10177700620001 | Ladda upp en bild av detta fornminne |
| Starrkärr 63:1                          | Grav markerad av sten/block      |              | Starrkärr, Västergötland |       | 57.926852, 12.196992 | 10177700630001 | Ladda upp en bild av detta fornminne |
| Starrkärr 63:2                          | Stenkrets                        |              | Starrkärr, Västergötland |       | 57.926962, 12.197337 | 10177700630002 | Ladda upp en bild av detta fornminne |
| Starrkärr 64:1                          | Gravfält                         |              | Starrkärr, Västergötland |       | 57.926583, 12.197509 | 10177700640001 | Ladda upp en bild av detta fornminne |
| Starrkärr 65:1                          | Hög                              |              | Starrkärr, Västergötland |       | 57.931932, 12.175101 | 10177700650001 | Ladda upp en bild av detta fornminne |
| Starrkärr 66:1                          | Stensättning                     |              | Starrkärr, Västergötland |       | 57.927849, 12.183126 | 10177700660001 | Ladda upp en bild av detta fornminne |
| Starrkärr 66:3                          | Stensättning                     |              | Starrkärr, Västergötland |       | 57.927631, 12.183369 | 10177700660003 | Ladda upp en bild av detta fornminne |
| Starrkärr 67:1                          | Stenkammargrav                   |              | Starrkärr, Västergötland |       | 57.929816, 12.181631 | 10177700670001 | Ladda upp en bild av detta fornminne |
| Starrkärr 69:1                          | Stensättning                     |              | Starrkärr, Västergötland |       | 57.921727, 12.199002 | 10177700690001 | Ladda upp en bild av detta fornminne |
| Starrkärr 70:1                          | Stensättning                     |              | Starrkärr, Västergötland |       | 57.892401, 12.195142 | 10177700700001 | Ladda upp en bild av detta fornminne |
| Starrkärr 71:1                          | Stensättning                     |              | Starrkärr, Västergötland |       | 57.895055, 12.197219 | 10177700710001 | Ladda upp en bild av detta fornminne |
| Starrkärr 83:1                          | Stensättning                     |              | Starrkärr, Västergötland |       | 57.927287, 12.101429 | 10177700830001 | Ladda upp en bild av detta fornminne |
| Starrkärr 83:2                          | Stensättning                     |              | Starrkärr, Västergötland |       | 57.927071, 12.101401 | 10177700830002 | Ladda upp en bild av detta fornminne |
| Starrkärr 84:1                          | Hällristning                     |              | Starrkärr, Västergötland |       | 57.941564, 12.136857 | 10177700840001 | Ladda upp en bild av detta fornminne |
| Starrkärr 88:1                          | Stenkammargrav                   |              | Starrkärr, Västergötland |       | 57.891103, 12.120493 | 10177700880001 | Ladda upp en bild av detta fornminne |
| Starrkärr 90:1                          | Stensättning                     |              | Starrkärr, Västergötland |       | 57.932372, 12.168295 | 10177700900001 | Ladda upp en bild av detta fornminne |
| Starrkärr 90:2                          | Stensättning                     |              | Starrkärr, Västergötland |       | 57.932285, 12.168389 | 10177700900002 | Ladda upp en bild av detta fornminne |
| Starrkärr 91:1                          | Stensättning                     |              | Starrkärr, Västergötland |       | 57.923339, 12.115473 | 10177700910001 | Ladda upp en bild av detta fornminne |
| Starrkärr 91:2                          | Stensättning                     |              | Starrkärr, Västergötland |       | 57.923236, 12.115314 | 10177700910002 | Ladda upp en bild av detta fornminne |
| Starrkärr 95:1                          | Stensättning                     |              | Starrkärr, Västergötland |       | 57.943576, 12.152656 | 10177700950001 | Ladda upp en bild av detta fornminne |
| Starrkärr 98:1                          | Hällristning                     |              | Starrkärr, Västergötland |       | 57.938646, 12.112016 | 10177700980001 | Ladda upp en bild av detta fornminne |
| Starrkärr 100:1                         | Hällristning                     |              | Starrkärr, Västergötland |       | 57.958742, 12.132757 | 10177701000001 | Ladda upp en bild av detta fornminne |
| Starrkärr 101:1                         | Hällristning                     |              | Starrkärr, Västergötland |       | 57.934824, 12.116218 | 10177701010001 | Ladda upp en bild av detta fornminne |
| Starrkärr 101:2                         | Hällristning                     |              | Starrkärr, Västergötland |       | 57.934856, 12.116195 | 10177701010002 | Ladda upp en bild av detta fornminne |
| Starrkärr 101:3                         | Hällristning                     |              | Starrkärr, Västergötland |       | 57.934796, 12.116283 | 10177701010003 | Ladda upp en bild av detta fornminne |
| Starrkärr 102:1                         | Hällristning                     |              | Starrkärr, Västergötland |       | 57.935659, 12.119613 | 10177701020001 | Ladda upp en bild av detta fornminne |
| Starrkärr 103:1                         | Stensättning                     |              | Starrkärr, Västergötland |       | 57.888070, 12.143401 | 10177701030001 | Ladda upp en bild av detta fornminne |
| Starrkärr 104:1                         | Stensättning                     |              | Starrkärr, Västergötland |       | 57.887590, 12.145381 | 10177701040001 | Ladda upp en bild av detta fornminne |
| Starrkärr 107:1                         | Hällristning                     |              | Starrkärr, Västergötland |       | 57.939428, 12.134699 | 10177701070001 | Ladda upp en bild av detta fornminne |
| Starrkärr 108:1                         | Hällristning                     |              | Starrkärr, Västergötland |       | 57.935743, 12.129652 | 10177701080001 | Ladda upp en bild av detta fornminne |
| Starrkärr 111:1                         | Hällristning                     |              | Starrkärr, Västergötland |       | 57.921237, 12.133442 | 10177701110001 | Ladda upp en bild av detta fornminne |
| Starrkärr 112:1                         | Stensättning                     |              | Starrkärr, Västergötland |       | 57.897211, 12.141936 | 10177701120001 | Ladda upp en bild av detta fornminne |
| Starrkärr 113:1                         | Stensättning                     |              | Starrkärr, Västergötland |       | 57.899506, 12.139405 | 10177701130001 | Ladda upp en bild av detta fornminne |
| Starrkärr 115:1                         | Stensättning                     |              | Starrkärr, Västergötland |       | 57.901765, 12.151371 | 10177701150001 | Ladda upp en bild av detta fornminne |
| Starrkärr 116:1                         | Stensättning                     |              | Starrkärr, Västergötland |       | 57.895680, 12.149774 | 10177701160001 | Ladda upp en bild av detta fornminne |
| Starrkärr 119:1                         | Röse                             |              | Starrkärr, Västergötland |       | 57.897461, 12.152785 | 10177701190001 | Ladda upp en bild av detta fornminne |
| Starrkärr 120:1                         | Stensättning                     |              | Starrkärr, Västergötland |       | 57.894082, 12.154633 | 10177701200001 | Ladda upp en bild av detta fornminne |
| Starrkärr 127:1                         | Hällristning                     |              | Starrkärr, Västergötland |       | 57.947276, 12.116025 | 10177701270001 | Ladda upp en bild av detta fornminne |
| Starrkärr 129:1                         | Hällristning                     |              | Starrkärr, Västergötland |       | 57.952173, 12.140635 | 10177701290001 | Ladda upp en bild av detta fornminne |
| Starrkärr 131:1                         | Hällristning                     |              | Starrkärr, Västergötland |       | 57.941068, 12.134564 | 10177701310001 | Ladda upp en bild av detta fornminne |
| Starrkärr 133:1                         | Stensättning                     |              | Starrkärr, Västergötland |       | 57.958424, 12.205198 | 10177701330001 | Ladda upp en bild av detta fornminne |
| Starrkärr 134:1                         | Stensättning                     |              | Starrkärr, Västergötland |       | 57.913834, 12.194893 | 10177701340001 | Ladda upp en bild av detta fornminne |
| Starrkärr 135:1                         | Stensättning                     |              | Starrkärr, Västergötland |       | 57.878136, 12.124854 | 10177701350001 | Ladda upp en bild av detta fornminne |
| Starrkärr 137:1                         | Stensättning                     |              | Starrkärr, Västergötland |       | 57.875803, 12.126134 | 10177701370001 | Ladda upp en bild av detta fornminne |
| Starrkärr 181:1                         | Hällristning                     |              | Starrkärr, Västergötland |       | 57.945971, 12.091964 | 10177701810001 | Ladda upp en bild av detta fornminne |
| Starrkärr 181:2                         | Hällristning                     |              | Starrkärr, Västergötland |       | 57.945969, 12.091799 | 10177701810002 | Ladda upp en bild av detta fornminne |
| Starrkärr 188:1                         | Hällristning                     |              | Starrkärr, Västergötland |       | 57.932479, 12.157056 | 10177701880001 | Ladda upp en bild av detta fornminne |
| Starrkärr 195:1                         | Röse                             |              | Starrkärr, Västergötland |       | 58.020539, 12.372937 | 10177701950001 | Ladda upp en bild av detta fornminne |
| Starrkärr 195:2                         | Stensättning                     |              | Starrkärr, Västergötland |       | 58.020416, 12.373096 | 10177701950002 | Ladda upp en bild av detta fornminne |
| Starrkärr 212                           | Hällbild                         |              | Starrkärr, Västergötland |       | 57.949443, 12.101270 | 12000000040728 | Ladda upp en bild av detta fornminne |